# Михайлівське (Полтавський район)
Михайлівське —  селище в Україні, у Карлівській міській громаді Полтавського району Полтавської області. Населення становить 369 осіб. Орган місцевого самоврядування — Голобородьківська сільська рада.

## Географія
Селище Михайлівське знаходиться на одному з витоків річки Сухий Тагамлик. На відстані 1,5 км розташоване село Короленківка. Річка в цьому місці пересихає, на ній зроблена загата. Поруч проходить автомобільна дорога Т 1722.

## Історія
12 червня 2020 року, відповідно до розпорядження Кабінету Міністрів України № 721-р «Про визначення адміністративних центрів та затвердження територій територіальних громад Полтавської області», селище увійшло до складу Карлівської міської громади.
19 липня 2020 року, в результаті адміністративно - територіальної реформи та ліквідації Карлівського району, селище увійшло до складу новоутвореного Полтавського району Полтавської області.

## Економіка
- Молочно-товарна ферма.